# Svalbardposten
Svalbardposten, fundat el 1948, és un diari setmanal noruec. La seva seu es troba a Longyearbyen, a l'arxipèlag de Svalbard,a Noruega, i es publica tots els divendres. És el periòdic publicat regularment més septentrional del món. El 2012, tenia un tiratge de 2.679 exemplars cada setmana. D'acord amb les seves estimacions té més subscriptors que tots els habitants de Svalbard. Compta amb cinc treballadors.

## El diari d'avui
El diari fou imprès per una impremta a Svalbard fins al 1996. Aquesta és la raó per la qual el format del paper és A4. Avui en dia el diari s'imprimeix a Tromsø, Noruega. Svalbardposten ha estat guardonat amb el diari local de l'any en tres ocasions, l'última el 2010. El premi és lliurat per la LLA, l'organització dels diaris locals a Noruega.

## Història
Svalbardposten va començar fent normalment quatre pàgines, que es penjaven a la paret. El paper es va penjar en els edificis on els miners del carbó estaven vivint. Al principi el paper va ser descrit com " de vegades divertit", però amb "poca informació i serietat". Al llarg dels anys el diari a poc a poc es va fer més professional. Als primers anys del diari es publicà de setembre a maig, però a partir de 1986 Svalbardposten fou publicat tots els divendres de tot l'any. Després d'alguns anys econòmicament difícils en la dècada de 1980, el Ministeri de Justícia de Noruega el va reduir molt, fins al 1992, en què va millorar molt. Des del1997, Svalbardposten es pot llegir per internat, si bé estàs subscrit. També des del 1997 el diari s'imprimerix a Tromsø, Noruega.